# Druckgenehmigungsverfahren
Das „Druckgenehmigungsverfahren“ war Bestandteil der Zensur in der DDR.

## Vorgehen
Die Genehmigung des Drucks eines Buches musste zu jeder neuen Auflage beim Amt bzw. der Hauptverwaltung beantragt werden. Mit dem Manuskript mussten mindestens zwei Gutachten eingereicht werden. Ein Mitarbeiter des Verlages (normalerweise der Lektor) erstellte ein „Verlagsgutachten“, ein Außenstehender verfasste ein sogenanntes „Außengutachten“. Die Gutachten enthielten eine Beurteilung der politischen Aussagen des Buches und eine Empfehlung für oder gegen den Druck. Das Amt war an die Empfehlung nicht gebunden. Genehmigte Druckwerke erhielten eine Lizenznummer, die dann im Impressum anzugeben war.

## Wirkung
Publikationen, die sich kritisch mit der politischen Lage in der DDR, dem Ostblock oder dem Sozialismus beschäftigten, wurden zumeist gar nicht erst eingereicht, sondern fielen der Selbstzensur oder der Auswahl der Verlage zum Opfer. Diese reichten oft nur solche ein, bei denen die Verlage selbst eine Genehmigungschance sahen.
Die Kriterien der Zensur waren nicht starr, sondern richteten sich nach den wechselnden Interpretationen des Marxismus-Leninismus, kulturpolitischen Vorgaben und der aktuellen politischen Lage. Dadurch wurden mitunter auch staatstreue Vertreter der DDR-Literatur Opfer der Zensur und mussten textliche Änderungen, Streichungen, Erscheinungsverbote oder gar Verbote bereits gedruckter Bücher akzeptieren.

## Geschichte
Im August 1951 wurde bei der Regierung der DDR das „Amt für Literatur und Verlagswesen“ gegründet, das das Druckgenehmigungsverfahren durchzuführen hatte. Rechtsgrundlage für die Arbeit des Amtes bildete die Verordnung über die Entwicklung fortschrittlicher Literatur vom 16. August 1951. Das Amt hatte nach § 2 der Verordnung umfassende Kontrollmöglichkeiten über das Druckwesen.
Zwei Bestimmungen (§ 2 b und § 2 e) ermöglichten die übermächtige Stellung des Amtes:
- Die Zuteilung des Papierkontingents an die Verlage erfolgte „entsprechend den vom Amt für Literatur und Verlagswesen genehmigten Verlagsplänen“.
- Jedes Buch musste dem Amt zur Begutachtung vorgelegt werden, um die „Qualität der Literatur“ zu heben[3].

Am 26. Juni 1956 wurde das Amt in das Ministerium für Kultur eingegliedert, zunächst als „Hauptverwaltung Verlagswesen“, seit 1958 als „Abteilung Literatur und Buchwesen“, und ab 1963 als „Hauptverwaltung Verlage und Buchhandel“ des Ministeriums für Kultur, die bis 1990 Bestand hatte.
Nach dem XI. Schriftstellerkongresses 1987, auf dem Christoph Hein die Zensur als „überlebt, nutzlos, paradox, menschenfeindlich, volksfeindlich, ungesetzlich und strafbar“ gegeißelt hatte, gelang es dem zuständigen Minister Klaus Höpcke und dem Präsidenten des Schriftstellerverbandes der DDR Hermann Kant, dem Politbüro-Chefideologen Kurt Hager die Aufhebung des Druckgenehmigungsverfahrens zum 1. Januar 1989 abzuringen. Hager stellte dabei die Bedingung, dass davon niemand erfahren dürfe – schließlich konnte man schlecht eine Zensur abschaffen, die offiziell gar nicht existiert hatte. Dennoch hat die Abschaffung der Zensur das öffentliche Meinungsklima im Vorfeld der "Wende" entscheidend beeinflusst.